# 베나프로
베나프로(이탈리아어: Venafro)는 이탈리아 몰리세주 이세르니아도의 코무네다.